# RKB 마이니치 방송

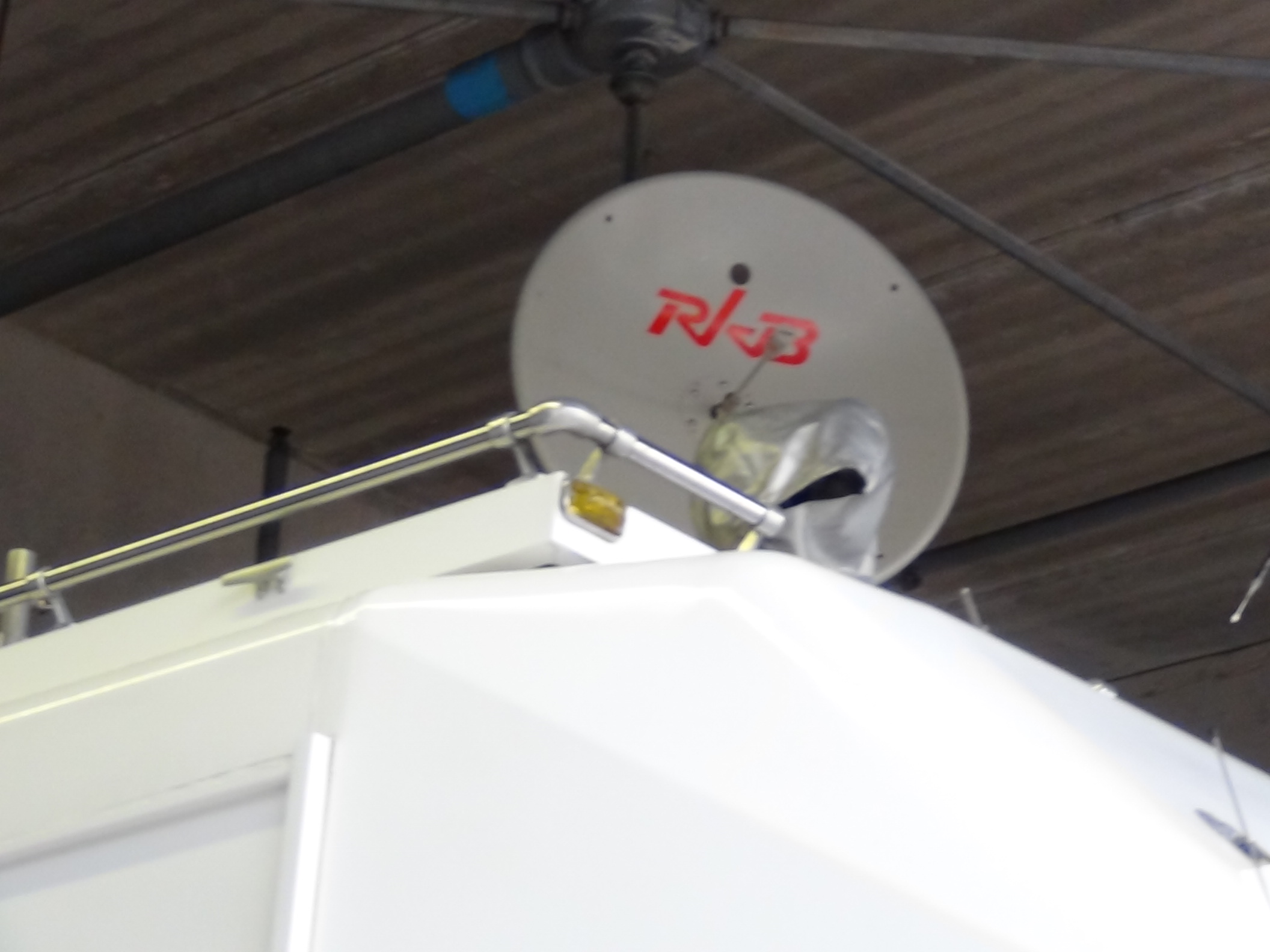
1969년부터 2007년까지 40년 가까이 우려먹어 쓴 RKB 마이니치 방송의 로고타이프. 해당 로고는 중계차에 설비된 파라볼라 안테나이다.

RKB 마이니치 방송은 후쿠오카현에 있는 민영방송국으로 라디오 방송국은 1951년 12월 1일, 텔레비전 방송국은 1958년 3월 1일 개국했다.
약칭은 rkb, 라디오 콜사인은 JOFR, 텔레비전 콜사인은 JOFR-DTV이다.

## 개요
- 텔레비전 네트워크는 JNN, 라디오 네트워크는 JRN에 가맹.약칭인 「RKB」는 1951년 개국한 라디오 규슈(Radio Kyushu Broadcasting)의 약칭에서 유래하며 그 후 기타큐슈시에 있던 서부 마이니치 텔레비전 방송과 합병했을 때, 약칭 RKB를 계승했고 지금까지 사용하고 있다.
- 한국의 경인방송과 제휴관계를 맺었지만 경인방송의 TV방송 폐국으로 인해 제휴관계가 소멸했다.
- 규슈지역의 민영방송국중 수익률이 가장 좋다고 한다.
- 긴급사태에 대비해 아나운서 1 명과 제작 기술 보도 부문 직원 몇몇 사람이 매일 교대로 방송국에서 숙직근무를 하고 있다.

## 연혁

### 라디오규슈측
- 1950년 2월 1일 - 마이니치 신문 서부판에 「라디오 규슈 발족」 기사 공표.
- 1951년 4월 21일 - 라디오 예비 면허 교부(콜사인 JOFR, 주파수1290 kHz, 출력5kW).
- 1951년 6월 29일 - 주식회사 라디오규슈 설립.
- 1951년 12월 1일 - 라디오 방송 개시.(1290 kHz, 5 kW) 민방으로서는큐슈처음, 전국 4번째의 방송 개시.
- 1952년 6월 30일 - 후쿠오카 방송국 라디오 낮방송 10kW증력 허가.
- 1952년 12월 24일 - 고쿠라 라디오 중계소 개국(1040kHz, 100W, 일본 최초의 민영방송 라디오 중계국).
- 1958년 3월 1일 - 텔레비전 방송 개시(4ch, 영상 5kW, 음성 2.5kW, 규슈 최초의 민방 텔레비전).
- 1958년 6월 1일 - 텔레비전 뉴스 네트워크 협정 체결.【라디오도쿄(KRT.현재의 도쿄 방송), 오사카 TV 방송(OTV.현재의 아사히 방송), 주부닛폰 방송, 홋카이도 방송, 라디오 큐슈(RKB)로 구성】

### 서부 마이니치 텔레비전 방송 측
- 1957년 10월 6일 - 우정대신의 지시에 의해, 마이니치 신문계열인 서부 마이니치 텔레비전이 라디오야마구치(현재의 야마구치방송), 기타큐슈TV방송(산케이 신문계열)과 합병하게 된다.
텔레비전 예비 면허 취득.(JOGX-TV 8ch, 영상 1kW)
- 1958년 3월 19일 - 서부 마이니치 텔레비전 방송 창립총회를 연다.(출자비율 : 서부 마이니치 6：KRY 3：기타큐슈테레비 1.다만, 기타큐슈측은 합병과정에서 사퇴)

### 합병후 RKB 마이니치방송
- 1958년 8월 1일 - 주식회사 라디오규슈와 서부 마이니치 텔레비전 방송 주식회사가 합병해RKB 마이니치방송 주식회사가 된다.이에 따라 서부 마이니치 텔레비전은 RKB 마이니치 방송 간몬 텔레비전으로 개국.(JOFO-TV 8ch, 영상 1 KW)
- 1959년 8월 1일 - JNN 발족, 가맹.
- 1959년 9월 1일 - 오무타 방송국 본면허 교부(JOFE, 1560 kHz, 40 W).
- 1960년 2월 1일 - KRT(현재의 TBS), CBC, ABC와 4사연맹을 결성.3월 1일, HBC가 추가가맹해서 5사 연맹이 되며 1975년 3월 31일, ABC가 탈퇴하면서 MBS가 대신 가맹한다.(이 5사연맹은 현재 JNN의 중심방송국으로 자리매김했다.)
- 1962년 4월 16일 - 규슈 아사히 방송과 첫 번째로 공동 시청률 조사.
- 1962년 10월 1일 - 유쿠하시 방송국 본면허 교부(1060kHz, 100W), 오구라방송국(1530 kHz, 1 kW) 증력.
- 1963년 5월 1일 - TBS와 월평균 90시간(골든타임 중심)을 TBS프로그램만 방송하는 업무 협정을 체결.
- 1964년 7월 9일 - TBS라디오, MBS라디오와 잠정적으로 라디오 네트워크를 결성.
- 1964년 10월 1일 - 니혼TV계열 프로그램을 방송하면서 텔레비전 종일 방송 실시. 그리고 후쿠오카 증권거래소에 주식 상장.
- 1965년 5월 2일 - JRN 발족, 가맹.
- 1966년 4월 3일 - 텔레비전 컬러 방송 개시.
- 1969년 4월 1일 - 후쿠오카 방송 개국에 따라 니혼TV 프로그램이 중단된다.
- 1972년 7월 1일 - 후쿠오카 방송국 라디오 출력 50kW로 증력.
- 1978년 11월 23일 - 중파 라디오 주파수 9kHz 간격이동에 의해 현재 주파수 1278Khz를 사용하기 시작한다.
- 1980년 3월 30일 - 음성다중방송개시.
- 1992년 4월 1일 - 후쿠오카 라디오 방송국 AM스테레오방송 개시.
- 1993년 6월 - 후쿠오카 TV 송신소를 본사에서 후쿠오카 타워로 이전.
- 2006년 4월 - 스포츠부 기자들이 한 호텔에서 여성을 집단강간한 혐의로 체포된다. 그 기자는 징계 해고 처분을 받았다.
- 2006년 5월 1일 - 후쿠오카 지구에서 지상 디지털 텔레비전 시험 방송 개시(원세그포함).
- 2006년 7월 1일 - 후쿠오카 지구에서 지상 디지털 텔레비전 방송 개시.
- 2007년 7월 1일 - 텔레비전 개국 50주년을 기념해서, 「+rkb」로 로고를 변경.
- 2009년 6월 26일 - 등기 회사명을 RKB 마이니치방송 주식회사로 변경.
- 2010년 5월 30일 - 후쿠오카 라디오 방송국 AM스테레오방송 종료.
- 2011년 7월 24일 - 지상파 아날로그 방송 종료. 이와 동시에 간몬 텔레비전에서 사용하던 콜사인 JOFO-TV 사용 종료.
- 2016년 3월 28일 - 후쿠오카 FM 보완 중계국 개국.
- 2018년 6월 18일 - 후쿠오카 송신소에 문제가 발생해 오전 9시 35분경부터 라디오 중파 방송이 정파되었다가, 이날 오후 5시 25분경 방송을 재개했다.(FM 보완중계국이나 인터넷 라디오 서비스 radiko에서는 문제없이 방송을 들을 수 있었다.)

## 텔레비전 네트워크의 변천사
- 1958년 3월 1일 후쿠오카현 후쿠오카시에서 텔레비전 방송 개시.니혼TV·도쿄방송와 네트워크 관계를 맺는다.
- 1958년 8월 1일 후쿠오카현 야와타시(현：기타큐슈시 야하타 지역)(간몬지구)에서 텔레비전 방송 개시.
- 1958년 8월 28일 이 날 간몬 지구에서 개국한 TV 니시닛폰이 니혼TV계열국으로 개국했기 때문에 니혼테레비와의 네트워크 관계를 해지하면서 라디오도쿄 TV의 프로그램만 방송하기 시작한다.
- 1959년 8월 1일 뉴스 네트워크 JNN에 가맹.
- 1960년 2월 1일 4사연맹(1개월 후에 5사연맹,현재의 JNN중심국)에 가맹하면서 도쿄방송계열 중심국이 된다.
- 1961년 4월 1일 규슈 아사히 방송으로부터 NET-TV의 학교방송 프로그램이 이행된다.
- 1964년 9월 1일 TV 니시닛폰이 후지 텔레비전계열로 네트워크를 전환했기 때문에 니혼TV 프로그램을 시차방송 형태로 재개한다.(물론 뉴스 프로그램은 JNN 배타협정에 의거해 방송하지 않았다.)
- 1967년 6월 민간방송 교육협회에 가맹.
- 1969년 4월 1일 후쿠오카방송이 개국하면서 니혼TV 프로그램 시차방송을 중지하고 도쿄 방송완전가맹국으로 돌아오지만 민간방송 교육협회제작 프로그램은 그대로 방송하게 된다.(※현재도 변함없다.)
- 1975년 3월 31일 5사 연맹의 긴키광역권 가맹국이 아사히 방송에서 마이니치 방송으로 변경되어규슈 아사히 방송과 간사이지역민방 제작 네트워크 프로그램을 바꾼다.

## 라디오 주파수
| 중계국                 | 콜사인 | 주파수  | 출력 | 비고 |
| ---------------------- | ------ | ------- | ---- | ---- |
| 후쿠오카 방송국        | JOFR   | 1278kHz | 50kW |      |
| 후쿠오카 FM 보완중계국 |        | 91.0MHz | 1kW  |      |
| 기타큐슈 중계국        | JOFO   | 1197kHz | 1kW  |      |
| 기타큐슈 FM 보완중계국 |        | 91.5MHz | 250W |      |
| 오무타 중계국          | JOFE   | 1062kHz | 100W |      |
| 유쿠하시 중계국        |        | 1062kHz | 100W |      |
| 유쿠하시 FM 보완중계국 |        | 94.8MHz | 30W  |      |
| 이토시마 FM 보완중계국 |        | 94.6MHz | 100W |      |

## 보충서술
- 다른 방송국에서 개국주년을 보통“개국 00주년”으로 적는 데 반해, 두 방송국이 합병하면서 설립된 방송국의 역사 때문에 개국주년을“RKB 설립 00주년”으로 하고 있다.
- 1958년 사가현 가라쓰시에 라디오 방송면허를 신청했으나 각하되었다.

## 후쿠오카현에 있는 다른 방송국

### 텔레비전 방송국
- NHK 후쿠오카 방송국(후쿠오카·지쿠고 지역 관할)
- NHK 기타큐슈 방송국(기타큐슈·지쿠호 지역 관할)
- 규슈 아사히 방송(KBC)(라디오 방송국 겸영, TV는 TV 아사히 계열국, 라디오는 NRN계열국)
- 후쿠오카 방송(FBS)(니혼 TV 계열)
- TVQ규슈방송(TVQ)(TV 도쿄 계열)
- TV 니시닛폰(TNC)(후지 TV 계열)

### 라디오 방송국
- CROSS FM(재팬 FM 리그계열, 기타큐슈 시내에 본사있음)
- FM후쿠오카(JFN 계열)
- 규슈국제FM(메가네트 계열)